# Laphria ogasawarensis
Laphria ogasawarensis är en tvåvingeart som beskrevs av Matsumura 1916. Laphria ogasawarensis ingår i släktet Laphria och familjen rovflugor. Inga underarter finns listade i Catalogue of Life.